# 李爱武
李爱武（1968年11月—），女，湖南临湘人，中华人民共和国政治人物。

## 生平
1968年11月，李爱武出生在湖南省临湘县（今临湘市）。1986年，李爱武考取湘潭大学哲学系思想政治教育专业，1990年毕业后分配至湖南省直团工委工作，2002年4月升任书记。1994年11月加入中国共产党。2005年11月，李爱武出任湖南省直工会常务副主席，2006年12月调到湖南省直属机关工作委员会。
2016年12月，李爱武调任中共岳阳市委副书记、市委党校（市行政学院、市社会主义学院）校（院） 长、湖南城陵矶新港区工委第一书记、省直属机关工作委员会常务副书记。次年2月，李爱武出任中共岳阳市委副书记、市委党校（市行政学院、市社会主义学院）校（院） 长、湖南城陵矶新港区工委第一书记。2018年1月，李爱武出任中共岳阳市委副书记、岳阳市人民政府代理市长、湖南城陵矶新港区工委第一书记，2月正式出任市长。
2022年2月，李爱武出任中共湖南省委宣传部副部长、湖南省文化和旅游厅党组书记、厅长。